# Проноцера вузькотіла
Проно́цера вузькоті́ла (Pronocera angusta) — вид жуків з родини вусачів.

## Поширення
За своєю хорологією вид належить до європейської групи європейського комплексу. Ареал охоплює Південно-Східну та Центральну Європу, а також захід Росії. В Карпатському регіоні P. angusta є дуже рідкісним видом, як загалом і в усій Центральній Європі, тому потребує спеціального охоронного статусу. 

## Екологія
Комахи зрідка трапляються на стовбурах, гілках смереки, на зрубах, квітів не відвідують. Личинка розвивається в хвойних породах, зокрема в смереці європейській, ялиці білій та, можливо, в модрині європейській. 

## Опис

### Імаго
Верхня сторона тіла в негустих волосках і дрібному пунктируванні. Стегна слабо потовщені. Надкрилла ледь опуклі, вузькі і паралельні, з епілеврами які доходять до їх вершин. Забарвлення тіла чорне, лише передньоспинка яскраво-червоного або рудого кольорів. Надкрила вкрита дрібними жовтими волосками. Відросток передньогрудей вузький, досягає кінця передніх тазів і їх розділяє; средньогрудний відросток на кінці виїмчастий. Довжина тіла становить 8-12 мм.

### Личинка
Личинка характеризується матовим пронотумом, його основа в найдрібніших борозенках, що переплітаються у всіх напрямках. Голова біля основи вусиків заокруглена, з кожної її сторони по одному вічку. Ноги короткі.

## Життєвий цикл
Життєвий цикл триває 2 роки.